# Harriet Herbig-Matten
Harriet Herbig-Matten (* 21. August 2003 in München) ist eine deutsche Schauspielerin.

## Leben
2016 übernahm sie die Hauptrolle der Carla im deutschen Kinofilm Das Pubertier – Der Film. 2017 spielte sie an der Seite von Christine Urspruch und Simon Licht in der ersten Folge der vierten Staffel der Fernsehserie Dr. Klein eine der Episodenhauptrollen. 2020 spielte sie eine Hauptrolle in Bibi & Tina – Die Serie. Zudem ist sie im Musikvideo The One von Rea Garvey und VIZE zu sehen. 2024 übernahm sie die Hauptrolle der Ruby Bell in Maxton Hall – Die Welt zwischen uns.

## Filmografie (Auswahl)
- 2017: Das Pubertier – Der Film
- 2017: Dr. Klein – Im freien Fall
- 2020: Bibi & Tina – Die Serie (Miniserie, 10 Folgen)
- 2020: Rea Garvey, VIZE – The One (Official Music Video)
- 2021: Bekenntnisse des Hochstaplers Felix Krull
- 2021: Nie zu spät
- 2022: Bibi & Tina – Einfach anders
- 2022: Der Usedom-Krimi – Schneewittchen (Fernsehreihe)
- 2022: Ein starkes Team: Schulzeit (Fernsehreihe)
- 2023: Das Märchen von der Zauberflöte
- 2024: Maxton Hall – Die Welt zwischen uns (Fernsehserie)
- 2024: Where’s Wanda? (Fernsehserie)